# Smile Paradise
Smile Paradise är det första samlingsalbumet av den svenska popgruppen Smile.dk, släppt 2001. Albumet innehåller remixer av gruppens låtar.

## Låtlista
1. "Dancing All Alone" – 3:11
2. "Dancing All Alone (Kimono Mix)" – 3:11
3. "Petit Love" – 4:23
4. "Doo-Be-Di-Boy (KCP Mix)" – 3:05
5. "Butterfly (Upswing Mix)" – 5:23
6. "Butterfly (Hyper K Mix)" – 3:24
7. "Boys (Euro Mix)" – 4:44